# Adulte jamais
Albums de Marc Lavoine
Je reviens à toi
(2019) Revolver
(2024)
Singles
1. Le Train
Sortie : 19 novembre 2021
2. Manhattan
Sortie : 7 janvier 2022
3. La Fin d’une histoire (avec Madimmi)
Sortie : 23 septembre 2022

Adulte jamais est le 13e album studio de Marc Lavoine sorti le 14 janvier 2022.

## Liste des titres
L'album est composé de 12 chansons :
| No  | Titre                                                      | Durée |
| --- | ---------------------------------------------------------- | ----- |
| 1.  | Le train                                                   | 3:10  |
| 2.  | Cœur d'occasion                                            | 3:33  |
| 3.  | Nuages blancs                                              | 3:34  |
| 4.  | Adulte jamais (avec Grand Corps Malade)                    | 3:22  |
| 5.  | Manhattan                                                  | 4:03  |
| 6.  | Badminton                                                  | 3:09  |
| 7.  | Le long de toi                                             | 2:54  |
| 8.  | Jusqu'à ce que l'amour nous sépare (avec Virginie Ledoyen) | 3:29  |
| 9.  | Rose bonbon                                                | 3:24  |
| 10. | Mon rêve en personne                                       | 3:34  |
| 11. | L'amour iceberg                                            | 3:59  |
| 12. | Dunkerque                                                  | 5:15  |

| 13. | La fin d'une histoire (avec Madimmi) | 3:42 |
| 14. | La vie sauve                         | 3:51 |
| 15. | À tous ceux qui s'écroulent          | 4:46 |

## Clips vidéos
- Le train : 9 décembre 2021
- Cœur d'occasion : 2 juin 2022
- La fin d'une histoire (avec Madimmi) : 7 décembre 2022

## Classements
| Classement (2022)            | Meilleure position |
| ---------------------------- | ------------------ |
| Belgique (Wallonie Ultratop) | 6                  |
| France (SNEP)                | 5                  |
| Suisse (Schweizer Hitparade) | 34                 |
| Suisse (Charts Romandie)     | 3                  |

| Classement (2022)            | Position |
| ---------------------------- | -------- |
| Belgique (Wallonie Ultratop) | 165      |
| France (SNEP)                | 160      |